# Gare centrale de Darmstadt
La gare centrale de Darmstadt (en allemand : Darmstadt Hauptbahnhof), est une gare ferroviaire allemande, située au centre-ville de Darmstadt dans le Land de Hesse. 
Elle est une plaque tournante du transport dans la région. Tous les jours, environ 35 000 voyageurs et visiteurs fréquentent la gare.

## Service des voyageurs

### Desserte
| Ligne    | Trajet | Fréquence      |
| -------- | --- | -------------- |
| ICE 1092 | Darmstadt - Francfort - Berlin | 1 train        |
| ICE 824  | Darmstadt Hbf – Francfort - Limburg - Siegburg/Bonn - Düsseldorf Hbf - Duisbourg - Essen - Bochum - Dortmund Hbf                                                                                | 1 train        |
| ICE 15   | Sarrebruck Hbf – Hombourg (Sarre) - Kaiserslautern Hbf - Neustadt adw - Mannheim Hbf - Darmstadt Hbf – Francfort Hbf - Fulda Bf - Eisenach - Gotha - Erfurt Hbf - Weimar - Leipzig Hbf - Dresde | 1 aller-retour |
| ICE 1097 | Hambourg - Hanovre Hbf - Francfort – Darmstadt Hbf | 1 train        |

La gare de Darmstadt est aussi desservie par les trains de banlieue(S-Bahn) de Frankfurt am Main (Francfort sur le Main).